# Hoogland van Iran
Het Hoogland van Iran, ook Iraans Plateau en Perzisch Plateau genoemd (Perzisch: فلات ایران), is een landstreek in Iran en delen van Afghanistan, Pakistan, Turkmenistan en zuidelijk Azerbeidzjan.
Het is een deel van de aardkorst dat ingeklemd ligt tussen de Anatolische Plaat in het westen, de Arabische Plaat in het zuiden, de Indische Plaat in het oosten en de rest van de Euraziatische Plaat in het noorden. Het centrale deel van het Hoogland van Iran bestaat uit een woestijngebied, waaromheen verschillende gebergtes liggen.
In het noordwesten van de landstreek bevindt zich de Kaukasus, aan de noordzijde de Elboers, aan de westzijde het Zagrosgebergte en in het oosten de Hindoekoesj.
Iran, in de Oost-Iraans dialecten als Aryana uitgesproken, is de naam die sinds de oudheid aan de door de Iraanse tak van de Indo-Europeanen bewoonde regio werd gegeven en betekende zoveel als "Land van de Ariërs". De avestische vorm van het woord was airiianǝm vaējō.